# Mythimna l-album
Mythimna l-album es una polilla de la familia Noctuidae. Se distribuye en toda Europa, pero también se encuentra en el norte de África desde Marruecos hasta Túnez y en el Levante. No se encuentra en el extremo norte de la península arábiga.
La envergadura es de 30 a 35 mm. La longitud de las alas varía de 15 a 16 mm. La especie se encuentra principalmente en el mes de julio y nuevamente en septiembre y octubre. La especie sobrevive el invierno como oruga cuando se alimenta de varias hierbas.